# 謝旻澤
謝旻澤（1994年—） ，前香港荃灣區議會麗濤選區議員，民主派人士。他是生物科技企業「聯手生命科技有限公司」的合夥人，受反對逃犯條例修訂草案運動影響而和其他政治素人組織「荃灣沿海連線」、「荃民互動」等政黨、參選2019年香港區議會選舉並當選。

## 早年生活
謝旻澤在其大學時期就讀於香港城市大學應用生物學系，於就學期間曾組隊參加國際遺傳工程機器設計競賽並得奬。其後，他與另外三名城大畢業生成立專研開發高端DHA的「聯手生命科技有限公司」，為公司合夥人。他因受反對修訂逃犯條例運動影響，決定投身選舉，以進入議會為抗爭方式。2019年8月2日舉行的「公僕仝人，與民同行」集會，集會發起人之一的顏武周於台上發言指他們的前途可以犧牲，但香港人的前途不可以犧牲。謝旻澤於接受香港蘋果日報訪問時指，顏武周的發言使其意識到需要以行動為香港付出。
2019年8月7日，謝旻澤與同屬荃灣區的劉肇軒、屬葵青區的王天仁、蔡雅文、屬深水埗區的林倩同、冼錦豪、屬沙田區的楊思健、廖栢康共八個當時正考慮參選區議會者向港鐵請願及遞交公開信。他們指，連串發生在港鐵站衝突令人擔心乘港鐵時的安全，要求港鐵透過車站的閉路電視片交代真相，解釋為何港鐵在7月21日及27日於元朗站發生的衝突中未有適時處理及保護乘客，以及香港警務處在7月27日於該站內使用胡椒噴霧時，為何未有安排列車疏散市民，並促請港鐵誠實地檢討事件，向傷者、公眾及受影響的港鐵員工公開道歉。他們也同時要求港鐵為前線員工提供清晰指引以確保未來不會有同樣的失當處理，及在沒有證據證明乘客違法時保證不會向任何機構提供乘客的交通紀錄及個人資料。

## 參選區議會
謝旻澤於2019年與另外三名有意角逐荃灣區區議會議席的政治素人（劉志雄、荃民議政譚蓓欣及陳劍琴）組成「荃灣沿海連線」。時年25歲的他獲民主派區選聯盟支持參選2019年11月24日舉行的區議會選舉，競逐荃灣區議會麗濤選區的議席，後來獲編為該選區的2號候選人，對手是時任荃灣區議會主席黃偉傑。最終，謝以接近1500票之差擊敗黃偉傑。
| 政党   | 政党           | 候选人    | 票数  | %     | ±      |
| ------ | -------------- | --------- | ----- | ----- | ------ |
|        | 獨立           | ①. 黃偉傑 | 3,624 | 41.55 | -30.21 |
|        | 民主派區選聯盟 | ②. 謝旻澤 | 5,098 | 58.45 | 不適用 |
| 多数票 | 多数票         | 多数票    | 1,474 | 16.90 | 不適用 |

### 當選後
2019年11月25日，謝旻澤聯同15名荃灣區議會當選人就香港理工大學衝突發出聯署聲明，要求香港警察撤離香港理工大學，並容許各方進入理大範圍進行人道救援，以及回應反對逃犯條例修訂草案運動提出的五大訴求。謝旻澤與候任區議員岑敖暉及陳劍琴於2019年11月28日到理工大學封鎖線外欲進入校內，惟警方以需先獲校方同意才可進入該範圍為由回絕三人。
謝旻澤也與劉肇軒（德華）、岑敖暉（海濱）、陳劍琴（祈德尊）及易承聰（荃灣西）四名候任區議員向渠務署遞交聯署信，要求渠務署、海事處及環境保護署等部門在來年區議會成立專責小組，跟進已持續約二十年的荃灣海濱惡臭問題。謝旻澤亦參與了時任香港立法會議員與十八區時任及候任區議員要求政府由公務員加薪議程中抽起警隊作獨立審議的聯署。

## 議會問政
2020年1月9日，荃灣區議會首次舉行會議，出席的荃灣民主派區議員，帶同頭盔放在席上，表達與反對逃犯條例修訂草案運動示威者同行。荃灣區議員謝旻澤發言指經歷6個月的反送中運動，民意並沒有逆轉，批評香港政府不理港人死活，至今亦沒有官員及香港警員因事件而遭追究下台，謝認為「五大訴求，缺一不可」不只是口號，更是抗爭者共同堅持的理念。其後謝建議為運動中犧牲的人默哀一分鐘，除伍顯龍投下棄權票外，其餘在席議員均同意默哀儀式，所有在席議員隨即站立默哀。

## 外部連結
- 謝旻澤的Facebook專頁
- 荃灣區議會網頁謝旻澤資料 （页面存档备份，存于）

| 議會席位      | 議會席位                                | 議會席位              |
| ------------- | --------------------------------------- | --------------------- |
| 前任： 黃偉傑 | 荃灣區議會麗濤選區 2020年—2021年7月11日 | 繼任： 末任(選區取消) |